# Булатова, Сагдия Хасановна
Булатова Сагдия Хасановна (тат. Сәгъдия Булатова; 1884—1950) — видный татарский общественный деятель, педагог; член ВКП(б) с 1920.

## Биография
Булатова Сагдия Хасановна родилась в городе Касимове в 1882 году. Её отец был учителем в Касимовской школе. Отец умер рано, когда ей было восемь лет. Родные и знакомые оказывали семье помощь. В 16 лет она вышла замуж за учителя Хасана Булатова, бывшего учащегося её отца. Сагдия получила домашнее образование и стала учительницей.
Сагдия Булатова играла большую роль и в жизни Кастровского медресе. Она открыли в Касимове первую школу для девочек.
В 1910—12 годах организовала театральный кружок учащейся молодёжи. В то время татарской молодёжи не разрешали принимать участие в театре, но все же некоторые молодые люди выступали тайком. Они колесили по деревням, ставила пьесы, зло высмеивала капиталистов и кулаков. Во всех спектаклях принимала участие сама Сагдия и её дочери — Закия и Наджия. Всё необходимое для театра они делали сами: писали сценарии и шили костюмы для спектаклей.
Постановки получались удачными, и почти После Октябрьской революции труппа преобразуется в татарский драматический театр «Чулпан» (в переводе с татарского «Утренняя звезда»), деятельность которого осуществлялась в Кастровском медресе.
В 1917—1921 годы участвовала в организации новых татарских школ, изб-читален, издавала газету «Чалгы» («Коса»).
В 1924 году перевелась на педагогическую работу в Москву.
В 1939 году была репрессирована. Реабилитирована посмертно в 1955 году.